# جون بارسونز (سياسي)
جون بارسونز هو سياسي كندي، ولد في 1868، وتوفي في 18 مارس 1949.